# 云南卫矛
云南卫矛（学名：Euonymus yunnanensis）是卫矛科卫矛属的植物，是中国的特有植物。分布在中国大陆的云南、西藏等地，生长于海拔1,600米至2,350米的地区，目前尚未由人工引种栽培。
其种加词 yunnanensis 意为“云南的”。

## 异名
- Euonymus decorus W.W.Sm.
- Euonymus linearifolius Franch.
- Euonymus mairei H.Lév.
- Euonymus pinchuanensis Loes.
- Euonymus pulvinatus Chun & F.C.How